# Emperador Go-Momozono
L'emperador Go-Momozono Tennō (後桃園天皇, Go-Momozono Tennō) (5 d'agost de 1758-16 de desembre de 1779) va ser el 118° emperador del Japó segons l'ordre tradicional de successió. Va regnar des del 23 de mayo de 1771 fins a la seva mort el 1779. Va ser succeït pel seu cosí segon, Kōkaku Tennō. El seu nom personal era Hidehito (英仁).
La redacció de go- (後) en el nom de l'emperador es tradueix com a "posterior o tardà", per la qual cosa també se'l coneix com a "Emperador posterior Momozono", "Momozono, el segon" o "Momozono II". Go-Momozono es va convertir en emperador el 1771, però va tenir un breu regnat que va durar fins a la seva mort el 1779. Els esdeveniments durant el seu regnat es van limitar a una sèrie de calamitats naturals que van ocórrer el 1772, a part que la situació política amb els shōguns era tranquil·la. Les coses van arribar a un punt crític cap al final de la vida de Go-Momozono en forma d'un problema de successió ja que l'Emperador no tenia un successor elegible. Com a resultat, va adoptar precipitadament un fill en el seu llit de mort que després es va convertir en el proper emperador.

## Regnat
Poc més d'un any havia passat al regnat de Go-Momozono abans que el Japó fos copejat amb "El Gran Foc de Meiwa". El 29 de febrer de 1772, informes no oficials van descriure una franja de cendres gairebé vuit quilòmetres d'amplada i 24 quilòmetres de llarg, destruint 178 temples i santuaris, 127 residències de dàimios, 878 residències no oficials, 87 cases de Hatamoto i 628 blocs d'habitatges comercials, amb estimacions de més de 6.000 baixes. Tota aquesta devastació va engendrar posteriorment els costos de la reconstrucció. El 1772 en el seu conjunt es va anomenar més tard "l'any dels problemes" perquè va estar marcat per una extraordinària successió de calamitats naturals. Es va fer un joc de paraules contemporani que vinculava les paraules "Meiwa" + "ku" (que vol dir "Meiwa 9", és a dir, l'any 1772 segons el calendari de l'era) i la paraula similar al so "meiwaku" (que significa "desgràcia" o "molèstia"). A més de l'incendi, una tempesta va assotar la regió de Kantō, causant inundacions i arruïnant els cultius. Una altra tempesta va portar inundacions i forts vents a la regió de Kantō, destruint aproximadament 4000 cases només a Edo (actual Tòquio).8 El nom de l'era es va canviar a finals d'any a Anei (que significa "tranquil·litat eterna"); però aquest acte simbòlic va demostrar ser inútil.9 Les malalties epidèmiques es van estendre per tot el país el 1775, cosa que va resultar en 190,000 morts estimades a Edo.